# Hjärnstamsimplantat
Hjärnstamsimplantat (ABI: Auditory Brainstem Implant) är en hörselteknisk lösning som kan göra det möjligt för individer som inte kan nyttja ett cochleaimplantat (CI) att kunna höra. Med ett hjärnstamsimplantat stimuleras cochleariskärnan i hjärnstammen. Implantatet är uppbyggt och fungerar på samma sätt som ett CI med skillnaden var elektroderna placeras.

## Historik
Hjärnstamsimplantatet utvecklades som en uppföljning av CI. Man ville hitta en lösning för de människor med typer av hörselnedsättningar som inte kan dra nytta av ett CI. Den första operationen genomfördes 1979 av William House och William Hitselberger, då med boll-elektrod med en kanal. 1992 kom den första flerkanaliga versionen.
Till en början opererades endast vuxna med neurofibromatos typ 2. I slutet av 90-talet opererades det första barnet, med missbildning av cochlean och avsaknad av balans- och hörselnerv, i Italien av Vittorio Colletti. Kandidaturen har sen dess expanderats för att innefatta fler typer av hörselnedsättningar.

## Hjärnstamsimplantatets utformning
Utformningen av hjärnstamsimplantatet är likt det av ett CI. Det består av en yttre del och en inre del. Akustiskt ljud plockas upp av en mikrofon för att sedan omvandlas till en elektrisk signal. Signalen skickas till en ljudprocessor för att behandla ljudet för att sedan skickas vidare till en sändarspole. Sändarspolen för över signalen till en mottagare på insidan (sändarspolen och mottagaren fästs mot varandra magnetiskt genom huden). På insidan översätts den elektriska signalen till elektriska impulser som färdas vidare till elektroderna som stimulerar cochleariskärnan. Elektroderna är fästa på en silikonplatta vilken läggs mot cochleariskärnan.

## Indikationer
Kandidaturen kan delas upp i två övergripande grupper: postlingualt döva och prelingualt döva. Generellt för de flesta åkommor, oavsett postlingual eller prelingual dövhet, är att det på förhand måste finnas information om huruvida balans- och hörselnerven är intakt eller inte. Om den är intakt kan patienten i vissa fall vara en kandidat för cochleaimplantat.

### Postlingual
Postlingualt döva är personer som efter utvecklat talspråk förvärvat en dövhet. Dessa kan delas in i ytterligare två undergrupper: tumörpatienter, vilket innefattar NF2-patienterna, samt icke-tumörpatienter. Vid borttagning av tumörer finns det en risk att hörselnerven blir skadad, och därför är NF2-patienter ofta ABI-kandidater.
Icke-tumörpatienter som kan vara kandidater för ABI är patienter med total förbening av cochlean efter meningit samt skallbasfraktur genom cochlean där även nerven tagit skada, bilateralt. Även patienter med långt gången otoskleros som angripit och förstört cochlean kan vara kandidater, om man inte lyckats implantera ett CI.

### Prelingual
Prelingualt döva är personer med antingen medfödda inneröremissbildningar eller personer som fått skallbasfraktur eller total förbening av cochlean innan två års ålder. De inneröremissbildningar som är kandidater utan kontraindikationer är Michel’s aplasi samt cochleär aplasi som båda är missbildningar med agenesi av hörselsnäckan.
Kandidater med följande tillstånd är kandidater om hörsel- och balansnerv saknas:
- Cochleär hypoplasi (underutvecklad cochlea)
- Common cavity (cochlean och balansorganet saknar inre strukturer)
- Incomplete partition I (Cochleans typiska varv saknas helt, och tar formen av en klump)

## Prevalens
- Fram till 2023 hade totalt 33 operationer utförts i Sverige.[6]
- I världen hade det 2019 opererats in över 1000 hjärnstamsimplantat.[4]